# Zákányszék
Zákányszék là một thị trấn thuộc hạt Csongrád, Hungary. Thị trấn này có diện tích 66,07 km², dân số năm 2010 là 2795 người, mật độ 42 người/km².